# Gómez Plata (kommun)
Gómez Plata är en kommun i Colombia.   Den ligger i departementet Antioquía, i den nordvästra delen av landet, 260 km nordväst om huvudstaden Bogotá. Antalet invånare är 11 252.